# Château de Walterskirchen
Le château de Walterskirchen (en allemand « Schloss Walterskirchen »), également connu sous le nom de château de Cobourg, du nom de ses propriétaires actuels, est un château baroque classé, à quatre ailes, édifié en 1683 sur la base du noyau d'un mur médiéval.  
L'édifice est situé dans un parc au nord de la localité de Walterskirchen, incluse dans la commune de Poysdorf, à 50 km au nord de Vienne, dans le district de Mistelbach, en Basse-Autriche. Une propriété à cet endroit a été mentionnée pour la première fois en 1249.

## Histoire
L'histoire du château de Walterskirchen peut être divisée en trois phases. 

### Seigneurs de Walterskirchen avant leXIVesiècle
Les seigneurs de Walterskirchen, qui vivaient dans le Weinviertel, étaient des hommes de main des nobles libres d'Asparn. En 1217, la souveraineté féodale sur le Meierhof de l'époque revient au chapitre de la cathédrale Saint-Étienne de Passau. Peu de temps après, un fief souverain est attribué à Otto von Walterskirchen. À partir de 1241, il est le chambellan du duc Frédéric II le Querelleur et combat pour lui contre Eberhard II von Truchsees, archevêque de Salzbourg. En 1246, après la mort du duc Frederic, Konrad von Walterskirchen, le frère d'Otto, se range du côté du roi Ottokar II de Bohême et, en tant que burgrave, gère pour lui le château de Mödling en 1271 et 1272. 

### DuXIVesiècleauXVIesiècle
En 1332, Walterskirchen est promis aux frères Heinrich et Leutold von Hagenberg. En 1377, le gage est donné à Ladislaus Hering, qui le reçut en fief vingt ans plus tard. En 1423 et 1455, les Dechsner sont mentionnés comme porteurs féodaux. À la fin du XVe siècle, les troupes du roi hongrois Matthias Corvin détruisent le château. L'empereur Frédéric III donne les ruines à Andreas Stockhorner en 1480. Il les a peut-être reconstruites, mais en 1501 il cède l'édifice à son cousin André, qui siégeait à Staatz. Au XVIe siècle, la famille von Lembach, Oswald von Eitzing (1512-1586), Erasmus Spanovski et, à partir de 1577, Eustach von Althann (1543-1602) y vivent successivement. 

### DuXVIesiècleà nos jours
En 1655, Walterskirchen devient une propriété indépendante. Les familles Gera et Weißenwolf y résident. Au cours de la guerre de Trente Ans, le château est incendié en 1645. En 1666, Ferdinand Freiherr von Hohenfeld (1612-1675) reprend la propriété. En 1683, son fils Otto Heinrich von Hohenfeld (1645-1719) fait édifier le château actuel. Son fils Otto Ferdinand (1674-1741) en hérite avant de le vendre. 
En 1733, le comte Andreas Joseph Koháry (1694-1758), général de cavalerie hongrois, acquiert le domaine. Son petit-fils François Joseph Kohary (1760-1826), chancelier impérial, est élevé au rang de prince en 1815. Après sa mort en 1826, sa fille unique Antoinette de Koháry (1797-1862), épouse du prince Ferdinand de Saxe-Cobourg-Gotha (1785-1851), hérite du château de Walterskirchen. Ses descendants, se transmettent la propriété : son fils aîné le prince Auguste de Saxe-Cobourg-Gotha (1818-1881), puis son fils le prince Philippe de Saxe-Cobourg-Gotha (1844-1921) qui le cède à son successeur, son petit-neveu, le prince Philipp Josias de Saxe-Cobourg-Gotha (1901-1985). Il appartient toujours en 2022 à la maison de Saxe-Cobourg et Gotha.

## Architecture

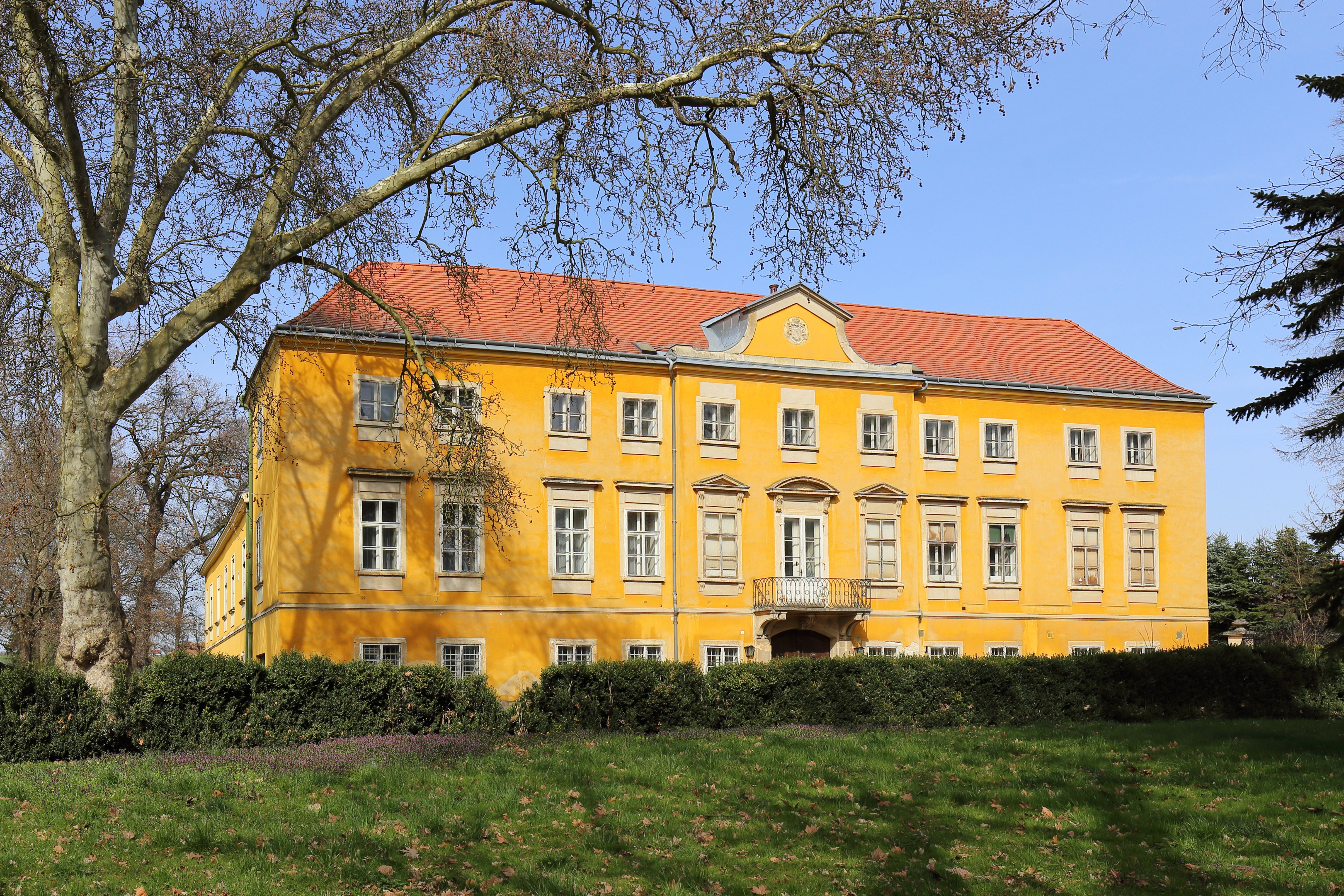
La façade principale (sud) édifiée vers 1800.

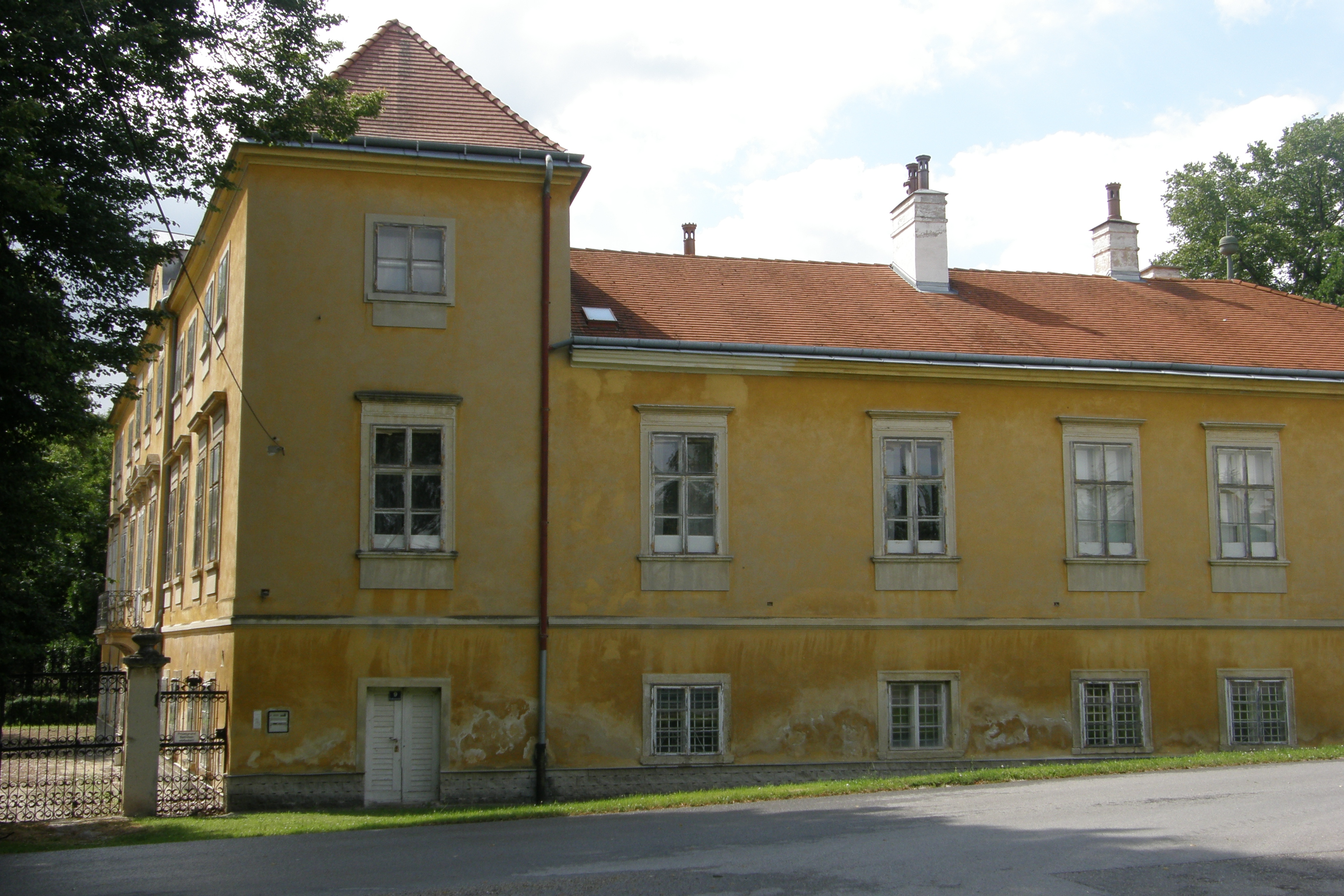
Vue est du château.

L'aile principale de trois étages au sud et les ailes latérales de deux étages présentent des façades simples. Certaines des fenêtres des ailes nord et est ont des appuis du XVIIe siècle. La façade sud à décor de panneaux a été réalisée vers 1800. Un avant-corps central peu profond à trois axes est couronné par un pignon aveugle avec un cartouche d'armoiries. L'ensemble est accessible de ce côté par un portail en arc à segments dans une charpente rectangulaire sous un balcon sur consoles doubles. Les fenêtres de l'aile sud ont des toits à pignon. Les façades sur cour à l'ouest, à l'est et au nord sont à deux étages et présentent une arcade sur piliers avec des chapiteaux à bulbe de la fin du XVIIe siècle. Au-dessus se trouve une loggia à plafond plat, probablement construite au XIXe siècle. Le vaste escalier en saillie de l'aile sud date également de la même époque. L'édifice inclut des voûtes Platzl et Kreuzgrat au rez-de-chaussée, des plafonds plats avec de simples miroirs en stuc à l'étage supérieur et une salle de bal dans l'aile est. Dans l'angle nord-est, un escalier avec une lunette est peut-être une ancienne tour du XVIe siècle.

## Dépendances
A l'est du château se trouvent les corps de ferme des XVIIe et XVIIIe siècles, qui renferment une large cour presque carrée. Les bâtiments à un et deux étages ont de larges voûtes d'arêtes et de lunettes avec des faîtages en plâtre, ainsi que des voûtes carrées reposant sur des arcs en ceinture. Également à l'est du palais se trouvait une trémie à deux étages avec un haut toit à pignon jusqu'à sa démolition en septembre 2015. Il existait un portail en arc de selle sur le côté ouest. Les fenêtres et les portes possédaient des montants en pierre.

## Événements liés au château de Walterskirchen
- 18 août 1901 : naissance de Philipp Josias de Saxe-Cobourg-Gotha, fils du prince Auguste de Saxe-Cobourg-Gotha qui y réside temporairement[2].
- 23 août 1902 : naissance de Theresa de Saxe-Cobourg-Gotha, troisième fille du prince Auguste de Saxe-Cobourg-Gotha[2].